# Ipsistari
Gli Ipsistari ("Hypsistiani", cioè "Adoratori dell'unico Dio") sono una setta giudaica sorta in Cappadocia (Asia Minore centrale) nel IV secolo.
Gregorio Nazianzeno nel panegirico per la morte del padre ne indica le caratteristiche, poiché questi, convertito al cristianesimo, proveniva da tale religione.

## Storia
I nomi Hypsianistai, Hypsianoi compaiono per la prima volta in Gregorio di Nazianzo (Orat., xviii, 5) e il nome tianoi in Gregorio di Nissa (contro Euom., II), cioè intorno al 374 d.C., ma un gran numero da tavolette votive, iscrizioni, e gli oracoli di Didimo e Claros stabiliscono indubbiamente il culto di Ipsisto (Hypsistos, con l'aggiunta di Theos, "dio", o Zeus o Attis, ma spesso senza aggiunta) poiché il Dio supremo era diffuso nei paesi limitrofi del Bosforo (cfr At 16,17, «questi uomini sono servi del Dio altissimo»  oracolo della pizia a Filippi). 
L'uso ellenistico contemporaneo di ὕψιστος ( hýpsistos ) come termine religioso sembra derivare e compatibile con il termine poiché era apparso molto prima nella Bibbia dei Settanta (Greco ὕψιστος , che traduce l'ebraico elyon עליון , Italiano "alto", "più alto", "al di sopra").
Nella Septuaginta, la parola radice "a-" ricorre più di cinquanta volte in sostituzione del Tetragrammaton (il nome di Dio) o in relazione diretta con Lui (il più delle volte nei Salmi, Daniele e Siracide).
È possibile che il culto nativo della Cappadocia di Zeus Sabazius sia stato lentamente integrato nel culto di Yahweh Sabaoth praticato dalle numerose e intellettualmente predominanti colonie ebraiche, e che si siano formate associazioni  sodalicia, thiasoi) di rigidi monoteisti che hanno fraternizzato con il ebrei, ma che si consideravano liberi dalla legge mosaica. L'importanza e le idee esaltate di queste associazioni possono essere riferite all'oracolo di Apollo in Claros (Apolo Clario), che forse aveva riferimento al contesto di Hypsistus e Theosebeis (timorato di Dio), e l'orfismo. Intorno all'anno 200, gli fu chiesto: "Sei dio? O è qualcun altro?", al che gli fu risposto: "Nato da se stesso, non istruito, orfano di madre, irremovibile, non racchiuso in un nome, conosciuto con molti nomi, che dimora nel fuoco, questo è Dio. Noi, i suoi angeli, siamo una piccola parte di Dio. Per voi che fate questa domanda su Dio, qual è la sua natura essenziale, ha dichiarato: ' Tutti -Vedere Ether 'è Dio, per lui dovresti pregare all'alba, guardandolo e guardando il sorgere del sole." 
Un'altra versione riporta: "Egli è il Signore di tutto, auto-originato, autoprodotto, che governa tutte le cose in modo ineffabile, abbraccia i cieli, disperde la terra, cavalca sulle onde del mare; mescola fuoco con acqua, terra con l'aria e la terra con il fuoco; d'inverno, d'estate, d'autunno e di primavera, che provocano i mutamenti delle loro stagioni, riportano tutte le cose alla luce e stabiliscono armoniosamente il loro destino». 
È iscritto in una dedica a Theos Hypsistos di Amastris: "sotto il comando del dio dai capelli lunghi [Apollo], questo altare in onore di Theos Hypsistos (Dio Altissimo), che ha potere su tutto, che non può essere visto, chi veglia su quella terribile sventura può essere allontanato dai mortali". 
L'esistenza degli Ipsistariani può aver contribuito alla stupefacente rapidità della diffusione del Cristianesimo in Asia Minore; tuttavia non tutti accettarono la nuova fede e continuarono ad esistere piccole comunità di monoteisti, né cristiani né ebrei, soprattutto in Cappadocia. Il padre di Gregorio di Nazianzo appartenne a tale setta in gioventù, e sono descritti nel suo panegirico scritto dal figlio. Tali Ipsistariani rifiutavano idoli e sacrifici non abramitici e riconoscevano il Creatore (pantocratore  e l'Altissimo, i quali, però, in opposizione ai cristiani, rifiutavano il titolo di "Padre"; avevano alcune usanze in comune con gli ebrei (osservanza del sabato,distinzioni alimentari), ma rifiutavano la circoncisione. 
Persius (34-62) potrebbe aver tenuto d'occhio gli Ipsistariani quando derideva tali ibridi religiosi in Satires v, 179-84, e Tertulliano (c. 160 - c. 225 d.C.) sembra riferirsi a loro in Ad nationes , I, xiii L'affermazione che gli Hipsistarian continuassero ad esistere fino al IX secolo si basa su un'errata interpretazione di Nikephoros Const. , "Antirhet. Adv. Const. Copr.", I, in Migne, PG, col. 209. Gli Ipsistariani sono probabilmente indicati con il nome di Coelicoloe in un decreto degli imperatori Onorio e Teodosio II (408 dC), in cui i loro luoghi di culto sono trasferiti ai cristiani.